# Rashard Mendenhall
Rashard Jamal Mendenhall (Chicago, 19 giugno 1987) è un ex giocatore di football americano statunitense che ha giocato nel ruolo di running back nella National Football League (NFL). Fu scelto nel corso del primo giro (23º assoluto) del Draft NFL 2008 dai Pittsburgh Steelers. Al college ha giocato a football all'Università dell'Illinois.

## Carriera professionistica

### Pittsburgh Steelers
Mendenhall fu scelto dali Pittsburgh Steelers come 23º assoluto nel Draft 2008. Prima dell'inizio della sua stagione da rookie, Mendenhall fu posizionato da ESPN al 30º posto nella classifica dei migliori running back della lega. Il 25 luglio 2008, Mendenhall firmò un contratto quadriennale del valore di 12,55 milioni di dollari con gli Steelers, di cui 7,125 milioni garantiti. Rashard era atteso per essere la riserva del Pro Bowler Willie Parker, oltre che giocare nelle situazioni di ritorno dai kickoff. Mendenhall provocò due fumble nella terza gara di pre-stagione contro i Minnesota Vikings; essi furono attribuiti all'adattamento del giocatore ai più veloci ritmi di gioco nella NFL. Giorni dopo la gara, il compagno di squadra Hines Ward mise un pallone nell'armadietto di Mendenhall con una nota recante la scritta "Porta via il pallone a Mendenhall e lui ti darà 100 dollari". Mendenhall fu obbligato a portare il pallone con sé ovunque andasse fino alla successiva partita degli Steelers. Mendenhall causò un altro fumble nell'ultima gara di pre-stagione degli Steelers, ma lavorò con l'allenatore dei running back Kirby Wilsonper risolvere il problema.
Mendenhall iniziò la stagione 2008 come il più giovane giocatore nel roster della squadra. Egli assunse il compito di ritornatore oltre che giocare come running back. All'inizio della quarta settimana della stagione, Willie Parker soffrì un infortunio che concesse a Mendenhall di disputare la prima gara come titolare. Mendenhall corse 30 yard su 9 possessi, ma dovette lasciare la partita con una spalla fratturata nel corso del terzo quarto dopo un colpo subito dal linebacker dei Baltimore Ravens Ray Lewis. Mendenhall fu inserito in lista riserve per tutto il resto della stagione. Mendenhall terminò la sua prima stagione con 58 yard corse su 19 possessi e 115 yard guadagnate su sei ritorni.
Dopo una stagione 2009 dove Rashard corse per 1.108 yard e 7 touchdown, la stagione 2010 fu ancora più notevole. Corse per 1.273 yard e 13 touchdown, aiutando gli Steelers a tornare a disputare il Super Bowl contro i Green Bay Packers, perso per 31-25. La sconfitta fu causata anche da un fumble di Mendenhall nel terzo quarto che terminò con un drive vincente dei Packers.
Nella stagione 2011, Mendenhall incontrò più difficoltà, correndo oltre 100 yard solo due volte in 15 partite. Segnò comunque 9 touchdown e tenne una media di 4,0 yard a possesso per la prima volta dal 2009. Il 1º gennaio 2012, Mendenhall uscì dall'ultima gara di stagione regolare contro i Cleveland Browns a causa di un infortunio al ginocchio subito nell'ultima giocata del primo quarto. Al giocatore fu diagnosticata una lesione del legamento crociato anteriore e fu inserito in lista infortunati. Terminò la stagione con 928 yard su corsa mentre gli Steelers furono eliminati nel primo turno dei playoff dai Denver Broncos di Tim Tebow ai supplementari.

### Arizona Cardinals
Il 13 marzo 2013, Mendenhall firmò un contratto di un anno coi Cardinals. Il primo touchdown con la nuova maglia fu quello della vittoria in rimonta nella settimana 2 contro i Detroit Lions. Il secondo lo segnò nella vittoria della settimana 5 contro i Carolina Panthers. Nel Thursday Night della settimana 7 Mendenhall segnò il suo terzo TD ma corse solamente 22 yard e i Cardinals furono battuti dai Seattle Seahawks. Nelle settimane successive il running back rookie Andre Ellington iniziò a mettersi in mostra con delle ottime prestazioni e Mendenhall vide ridotto il suo minutaggio in campo. Tornò a segnare nella vittoria della settimana 11 contro i Jaguars e andò a segno anche nella settimana seguente contro i Colts, in cui Arizona vinse la quarta gara consecutiva. Dopo una sconfitta con gli Eagles, i Cardinals tornarono a vincere e Rashard a segnare nella settimana 14 contro i Rams. La domenica successiva segnò altri due touchdown contro i Tennessee Titans, con Arizona che vinse la sesta gara delle ultime sette.
Il 9 marzo 2014, all'età di 26 anni, Mendenhall annunciò il proprio ritiro dal football professionistico.

## Palmarès

### Franchigia
- Super Bowl : 1

Pittsburgh Steelers: XLIII
- American Football Conference Championship: 2

Pittsburgh Steelers: 2008, 2011

## Statistiche
| Pittsburgh Steelers | 2008     | 4  | 19  | 58    | 3.1 | 0  | 12  | 2  | 17  | 8.5  | 0 | 11 |
| Pittsburgh Steelers | 2009     | 16 | 242 | 1,108 | 4.6 | 7  | 60  | 25 | 261 | 10.4 | 1 | 26 |
| Pittsburgh Steelers | 2010     | 16 | 324 | 1,273 | 3.9 | 13 | 50T | 23 | 167 | 7.3  | 0 | 24 |
| Pittsburgh Steelers | 2011     | 15 | 228 | 928   | 4.1 | 9  | 68  | 18 | 154 | 8.6  | 0 | 35 |
| Pittsburgh Steelers | 2012     | 6  | 51  | 182   | 3.6 | 0  | 20  | 9  | 62  | 6.9  | 1 | 15 |
| Carriera            | Carriera | 57 | 864 | 3,549 | 4.1 | 29 | 68  | 77 | 661 | 8.6  | 2 | 35 |